# Veronica Castiñeira
Zuñilda Veronica Castiñeira Leguizamon, mais conhecida como Veronica Castiñeira (Ybycuí, 1965) é uma modelo, empresária e socialite paraguaia. No Paraguai é conhecida como Zuni Castiñeira.

## Biografia
Filha do comerciante José Yassav Castiñeira e da dona-de-casa Selva, Veronica nasceu em Ybicuí, a 120 quilômetros de Assunção, e teve sete irmãos. Estudou no colégio São Pedro e São Paulo no Paraguai, também em Montevidéu e Buenos Aires e cursou até o terceiro ano de Economia na Universidade Católica de Assunção.
Aos 17 anos, desfilou como modelo para uma revendedora de automóveis Mitsubishi, em Assunção.
Trabalhou como atriz na minissérie Rios de Fuego, no canal 13 paraguaio e fez uma ponta na telenovela Pacto de Sangue, em 1989, exibida pela TV Globo.
Começou a circular pela noite do Rio de Janeiro, em 1986 e viveu por 20 anos no Brasil, e ficou amiga de atrizes e socialites como Paula Burlamaqui, Narcisa Tamborindeguy e com em empresário Marcos Brais e outras figuras e celebridades como Leleco Barbosa, Paulinha Barbosa, Luciano Huck, Serginho Groisman e Monique Evans. Trabalhou com o coreógrafo famoso de atrizes José Reinaldo. Foi destaque em varias Escolas de Samba cariocas por mais de 17 anos.
Acabou sendo convidada para estrelar uma capa na Playboy do Brasil em 1993 e em 1996, foi capa da revista Sexy. Foi a primeira paraguaia a estrelar a capa de ambas revistas.
Foi casada com o arquiteto paraguaio Edgar Cristaldo, união anulada três meses depois. Teve um filho brasileiro, do segundo casamento com o brasileiro Adilson Rossati, chamado Alain Paolo, em homenagem dupla - ao piloto francês Alain Prost e ao futebolista italiano Paolo Rossi. Namorou o empresário Álvaro Garnero. Foi esposa do grego Vasilis Aravanis, dono de uma empresa de telecomunicações. com quem tem um filho.
Em 2010, foi jurada no programa televisivo Baila Conmigo, no Paraguai, onde ficou durante 5 anos.
É amiga de vários políticos do Paraguai, como ex-presidente Fernando Lugo, a senadora Lilian Samaniego e o ex-presidente e empresário Horacio Cartes, entre outros vários. Veronica disse que poderia se candidatar à presidência da República da sua nação em algum momento no futuro.

## Trabalhos

### Televisão
- Río de Fuego (1991)
- Baila Conmigo (2010-11)

### Ensaios
- Playboy (1993)
- Sexy (1996)